# Rajon Tkuartschal

Rajon Tkwartscheli in Abchasien

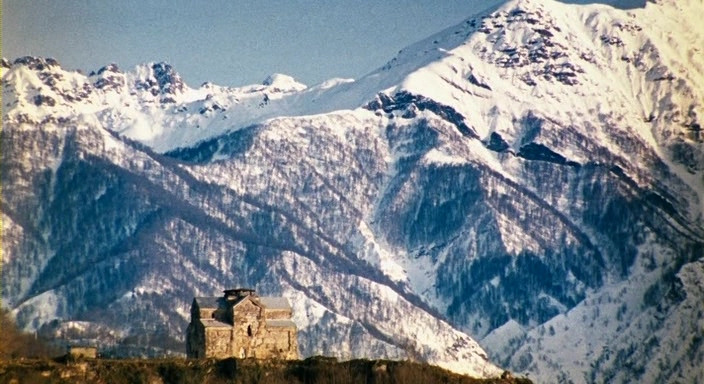
Bedia-Kathedrale im Rajon

Der Rajon Tkuartschal (auch Rajon Tkwartscheli; abchasisch Тҟәарчал араион Tq’wartschal araion; russisch Ткварчельский район Tkwartschelski rajon; georgisch ტყვარჩელის რაიონი Tqwartschelis Raioni) ist eine der acht Verwaltungseinheiten der international nur von wenigen Staaten anerkannten Republik Abchasien. Er befindet sich im Osten des Landes, an der Grenze zu Georgien und ist der einzige Rajon Abchasiens, der nicht an das Schwarze Meer grenzt. Die Hauptstadt ist Tqwartscheli (Tkuartschal). Die Bevölkerungszahl betrug 2011 etwa 16.000, von denen die Mehrheit (62,4 %) ethnische Georgier und Mingrelier sind. Daneben gibt es eine große abchasische Minderheit (32 %), sowie zahlreiche Russen (3,35 %) und Angehörige anderer Volksgruppen.
Im Gegensatz zu den meisten anderen Rajonen des Landes existiert der Rajon Tkuartschal in seinen Grenzen ausschließlich innerhalb der Verwaltungsstrukturen Abchasiens. Nach georgischer Sichtweise teilt sich das Gebiet zwischen den Munizipalitäten Otschamtschire und Gali auf.

## Bevölkerung
| Volksgruppe               | 2003  | %        | 2011  | %        |
| ------------------------- | ----- | -------- | ----- | -------- |
| Georgier (und Mingrelier) | 8155  | 55,19 %  | 9987  | 62,37 %  |
| Abchasen                  | 5578  | 37,75 %  | 5128  | 32,03 %  |
| Russen                    | 726   | 4,91 %   | 537   | 3,35 %   |
| Ukrainer                  | 66    | 0,45 %   | 67    | 0,41 %   |
| Armenier                  | 67    | 0,45 %   | 56    | 0,35 %   |
| Osseten                   | 44    | 0,30 %   | …     | …        |
| Griechen                  | 28    | 0,19 %   | 20    | 0,12 %   |
| Andere                    | 113   | 0,77 %   | 217   | 1,36 %   |
| Gesamt                    | 14777 | 100,00 % | 16012 | 100,00 % |